# Јирген Померенке
Јирген Померенке (22. јануар 1953) бивши је источнонемачки фудбалер.

## Биографија
Померенке је играо целу професионалну фудбалску каријеру за екипу Магдебурга (1970—1985), док је у млађим категоријама играо за Трактор из Вегелебена. Био је члан тима Магдебурга који је 1974. освојио трофеј Купа победника купова.
За репрезентацију Источне Немачке је одиграо 53 утакмице и постигао 3 поготка. Као члан олимпијског тима Источне Немачке, освојио је бронзану медаљу на играма у Минхену 1972. године. Учествовао је на ФИФА Светском првенству 1974. године у Западној Немачкој.
Године 1975. освојио је награду за најбољег фудбалера Источне Немачке.

## Успеси

### Клуб
Магдебург
- Прва лига Источне Немачке: 1972, 1974, 1975.
- Куп Источне Немачке: 1973, 1978, 1979, 1983.
- Куп победника купова: 1973/74.

### Репрезентација
Источна Немачка
- Олимпијске игре: бронзана медаља Минхен 1972.

### Награде
- Најбољи играч Источне Немачке: 1975.